# Specie (biologie)
În biologie, specia (din lat. species)  este categoria sistematică fundamentală, inferioară genului și superioară subspeciei. În literatura de specialitate există numeroase definiții (peste douăzeci) ale unității taxonomice specie.

## Prima folosire a noțiunii de specie
Noțiunea de specie este folosită pentru prima dată de John Ray în anul 1686 în lucrarea sa Historia plantarum.

## Concepția lui John Ray
Tot în lucrarea amintită, Historia plantarum, Ray dă și o primă definiție acestei categorii sistematice. Astfel, Ray înțelege prin specie grupe, sau totalități de organisme asemănătoare între ele, care au capacitatea să se reproducă între ele și să dea descendenți, care sunt asemănători cu părinții lor. 
Ray evidențiază în lucrarea sa unele caracteristici ale speciei: 
- Caracterul de grup. Specia este formată dintr-un număr de indivizi.
- Capacitatea de înmulțire de sine stătătoare a grupului.
- Asemănarea morfologică și fiziologică a indivizilor care aparțin grupului ce formează specia.

John Ray era fixist și creaționist, atitudine îmbrățișată de majoritatea biologilor epocii sale.
De remarcat că el constată foarte bine că descendenții nu sunt identici cu părinții, ci asemănători.
Ray constată de asemenea că indivizii unei specii se pot modifica în urma schimbării condițiilor mediului. El consideră că aceste variații ale indivizilor sunt abateri întâmplătoare de la tipul de bază al speciei. De asemenea, Ray consideră că aceste variații nu depășesc limitele speciei. Cu toate acestea, Ray admitea că în unele împrejurări poate avea loc transformarea unei specii în alta, așa numita transmutație a speciilor. Exemplele date de el nu sunt însă elocvente.

## Subcategorii ale unității taxonomicespecie
Subspecie, rasă, formă
În natură există unități de viețuitoare cu descendență comună, având particularități morfologice, fiziologice, biochimice, ecologice, cu o stabilitate relativ ridicată și mai slab variabile în decursul unui șir de generații. Asemenea unități naturale au fost numite specii. În biologie specia este unitatea de bază a biodiversității.
Bazele teoriei moderne a speciilor (numele binar, ca și majoritatea altor aspecte formale ale nomenclaturii biologice), au fost elaborate, în anii 1700 de către Carl Linné, care a generalizat nomenclatura binară, (numită și "sistemul Linnéan"). Potrivit acestei clasificări științifice, unei specii i se atribuie un nume format din două cuvinte în limba latină. Primul dintre ele reprezintă genul de care aparține (scris cu majusculă), urmat de un atribut specific. De exemplu, oamenii aparțin genului Homo și fac parte din specia Homo sapiens. Numele speciei este întregul nume binar și nu doar al doilea termen (atributul specific).
Conform teoriei evoluționiste, specia este caracterizată prin variabilitate.
Speciile pot avea indivizi ce se deosebesc între ei și care formează grupuri ce sunt încadrate în unități sistematice inferioare speciei numite subspecii sau rase geografice, rase sau ecologice. Numeroase specii nu cuprind de loc subspecii sau rase.

## Criteriul de bază în stabilirea speciilor
Criteriul care face să fie considerați doi indivizi ca aparținând la două specii diferite și nu la două subspecii ale aceleiași specii este izolarea reproductivă. În acest caz prin termenul izolare reproductivă se înțelege că doi indivizi se găsesc în același teritoriu și pot veni în contact între ei, însă nu se pot încrucișa între ei și nu pot da descendenți fertili. În acest caz este vorba despre două specii diferite. Dacă se pot încrucișa între ei și pot da descendenți fertili, este cazul unei singure specii, cu două subspecii (dacă există diferențe morfologice, anatomice și fiziologice semnificative între cei doi indivizi).

## Numărul de specii

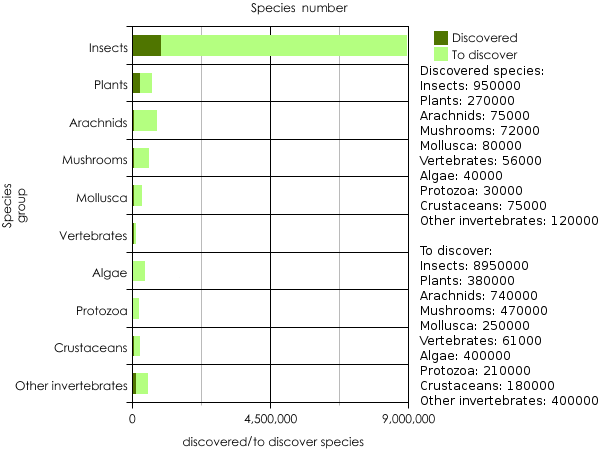
O estimare a numărului de specii eucariote

Conform unor estimări, pe Terra ar putea fi între 30 de milioane și 50 de milioane de specii, incluzând aici și virușii și bacteriile, cea mai mare parte dintre ele, aproximativ 90%, trăind în ecosistemul tropical.
Printre acestea, 750.000 sunt insecte (din care 20.000 de fluturi), 250.000 plante și 42.000 vertebrate.